# Cláudio Roberto Souza
Cláudio Roberto Souza (né le 14 octobre 1973 à Teresina) est un ancien athlète brésilien, spécialiste du sprint.
Son meilleur résultat est une médaille d'argent aux Championnats du monde sur relais 4 × 100 m.
Ses meilleurs temps sont :
- 100 m : 	10 s 19 	1.30 	São Paulo 	13/04/2002
- 200 m : 	20 s 24 	-0.10 	Cochabamba 	11/05/2003